# Villerville
Villerville és un municipi francès situat al departament de Calvados i a la regió de Normandia. L'any 2007 tenia 761 habitants.

## Demografia

### Població
El 2007 la població de fet de Villerville era de 761 persones. Hi havia 340 famílies de les quals 138 eren unipersonals (71 homes vivint sols i 67 dones vivint soles), 75 parelles sense fills, 95 parelles amb fills i 32 famílies monoparentals amb fills.
La població ha evolucionat segons el següent gràfic:
Habitants censats

### Habitatges
El 2007 hi havia 806 habitatges, 350 eren l'habitatge principal de la família, 414 eren segones residències i 42 estaven desocupats. 631 eren cases i 171 eren apartaments. Dels 350 habitatges principals, 229 estaven ocupats pels seus propietaris, 108 estaven llogats i ocupats pels llogaters i 14 estaven cedits a títol gratuït; 10 tenien una cambra, 28 en tenien dues, 68 en tenien tres, 107 en tenien quatre i 138 en tenien cinc o més. 189 habitatges disposaven pel capbaix d'una plaça de pàrquing. A 186 habitatges hi havia un automòbil i a 117 n'hi havia dos o més.

### Piràmide de població
La piràmide de població per edats i sexe el 2009 era:
| Homes | Edats   | Dones |
| ----- | ------- | ----- |
| 0     | 95 o +  | 0     |
| 4     | 90 a 94 | 0     |
| 4     | 85 a 89 | 4     |
| 4     | 80 a 84 | 20    |
| 4     | 75 a 79 | 12    |
| 20    | 70 a 74 | 32    |
| 20    | 65 a 69 | 24    |
| 16    | 60 a 64 | 12    |
| 16    | 55 a 59 | 36    |
| 8     | 50 a 54 | 28    |
| 36    | 45 a 49 | 16    |
| 24    | 40 a 44 | 12    |
| 20    | 35 a 39 | 20    |
| 20    | 30 a 34 | 28    |
| 28    | 25 a 29 | 32    |
| 16    | 20 a 24 | 16    |
| 16    | 15 a 19 | 20    |
| 20    | 10 a 14 | 12    |
| 24    | 5 a 9   | 20    |
| 12    | 0 a 4   | 12    |

## Economia
El 2007 la població en edat de treballar era de 507 persones, 368 eren actives i 139 eren inactives. De les 368 persones actives 317 estaven ocupades (172 homes i 145 dones) i 52 estaven aturades (31 homes i 21 dones). De les 139 persones inactives 50 estaven jubilades, 38 estaven estudiant i 51 estaven classificades com a «altres inactius».

### Ingressos
El 2009 a Villerville hi havia 350 unitats fiscals que integraven 742,5 persones, la mediana anual d'ingressos fiscals per persona era de 17.268 €.

### Activitats econòmiques
Dels 45 establiments que hi havia el 2007, 1 era d'una empresa alimentària, 3 d'empreses de fabricació d'altres productes industrials, 6 d'empreses de construcció, 8 d'empreses de comerç i reparació d'automòbils, 1 d'una empresa de transport, 9 d'empreses d'hostatgeria i restauració, 3 d'empreses d'informació i comunicació, 6 d'empreses immobiliàries, 5 d'empreses de serveis, 2 d'entitats de l'administració pública i 1 d'una empresa classificada com a «altres activitats de serveis».
Dels 13 establiments de servei als particulars que hi havia el 2009, 1 era una oficina de correu, 2 guixaires pintors, 1 fusteria, 2 electricistes, 1 empresa de construcció, 1 perruqueria, 3 restaurants i 2 agències immobiliàries.
Dels 3 establiments comercials que hi havia el 2009, 1 era una botiga de més de 120 m², 1 una botiga de menys de 120 m² i 1 una botiga de roba.
L'any 2000 a Villerville hi havia 6 explotacions agrícoles que ocupaven un total de 96 hectàrees.

## Equipaments sanitaris i escolars
L'únic equipament sanitari que hi havia el 2009 era una farmàcia.
El 2009 hi havia una escola elemental.

## Poblacions més properes
El següent diagrama mostra les poblacions més properes.

## Villerville en l'art

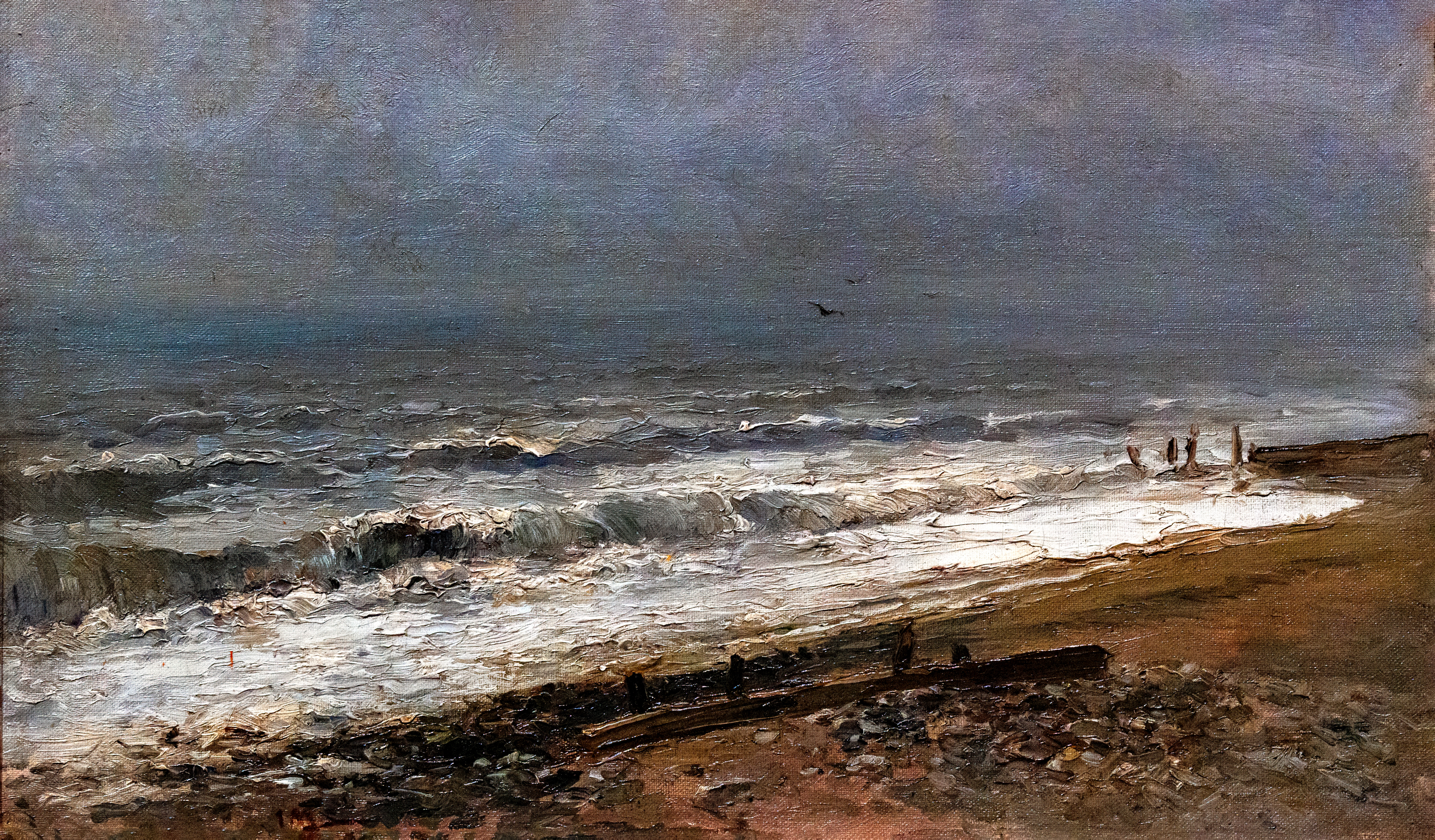
Patja de Villerville - Jaime Morera - Museu d'Art Jaume Morera de Lleida